# کایا (رپر)
کایا شمون فینچ (انگلیسی: Khia Shamone Finch؛ زادهٔ ۸ نوامبر ۱۹۷۶) که بیشتر با نام کایا شناخته می‌شود، رپر و تهیه‌کننده موسیقی آمریکایی است. وی از سال ۲۰۰۰ میلادی تاکنون مشغول فعالیت بوده است.
در دهه ۲۰۲۰، نام کایا به یک اصطلاح عامیانه اینترنتی برای افراد از رده افتاده یا بی‌اهمیت تبدیل شد. این اصطلاح معمولاً برای اشاره به هنرمندان پاپ به کار می‌رود که از لحاظ تجاری ناموفق هستند.

## اوایل زندگی
کایا با نام کایا شمون چیمبرز (به انگلیسی: Khia Shamone Chambers) در تاریخ ۸ نوامبر ۱۹۷۶ در فیلادلفیا به دنیا آمد و در ناحیه جرمنتاون (به انگلیسی: Germantown) بزرگ شد. کایا در سن ۱۱ سالگی به تمپا، فلوریدا رفت. در سال ۱۹۹۱ اولین بچهٔ او به دنیا آمد؛ دختری که نام او را هم کایا گذاشتند. در سال ۱۹۹۲ به هاوایی رفت و در آنجا دومین بچهٔ او پسری به نام رشان (به انگلیسی: Rashawn) هم به دنیا آمد. وی پیش از اینکه رپر بشود در یک کلوپ شبانه مسئول بار بود.